# (17492) Hippase
(17492) Hippase, désignation internationale (17492) Hippasos, est un astéroïde troyen jovien.

## Description
(17492) Hippase est un astéroïde troyen jovien, camp troyen, c'est-à-dire situé au point de Lagrange L5 du système Soleil-Jupiter. Il présente une orbite caractérisée par un demi-grand axe de 5,138 UA, une excentricité de 0,068 et une inclinaison de 29,2° par rapport à l'écliptique.
Il est nommé en référence au personnage de la mythologie grecque Hippase, acteur du conflit légendaire de la guerre de Troie.

## Compléments